# Leucothoe spinicarpa
Leucothoe spinicarpa är en kräftdjursart som beskrevs av Abildgaard 1789. Leucothoe spinicarpa ingår i släktet Leucothoe och familjen Leucothoidae. Arten är reproducerande i Sverige. Inga underarter finns listade i Catalogue of Life.